# 夏綠蒂·凱特·福克斯
夏綠蒂·凱特·福克斯（英語：Charlotte Kate Fox，1985年8月14日—），美國女演員。出身於新墨西哥州，後居於北卡羅萊納州。
目前於日本發展，並在2014年的NHK晨間小說連續劇《阿政》中擔任女主角。是日本晨間劇起用外國人當主角的第一人。

## 人物
夏綠蒂出身於美國新墨西哥州聖塔菲。在聖塔菲大學時期專攻戲劇舞蹈並取得學士學位，後來在北伊利諾伊大學攻取碩士。之後則在Stella Adler Studio NY進修戲劇表演和舞蹈，其後便以女演員之姿在電影和舞台劇中演出。2014年，首次在海外電視劇中擔綱女主角。
2014年，因看到日本NHK的徵選會消息而參加試鏡。她在美國的演藝事業以電影演出為主，在接演日劇《阿政》之前，從未到過日本、亦不會說日語。試鏡時，臨時以日語台詞試演，獲得「喜劇感佳」等評價，最後在日本區232人、國外區289人的試鏡者之中獲選。該年3月，夏綠蒂離開美國並住在東京接受演技及語言特訓，5月正式開鏡。
2014年剛到日本時已與舞台劇演員John Paul Moore（ジョン・ポール・ムーア）結婚，後因長期留於日本工作導致夫妻長時間分居，已於2016年初離婚。
2018年9月，與住在日本的加拿大人結婚，於12月7日在個人blog公布此一喜訊。

## 演出作品

### 電視劇
- 《阿政》（2014年下半年度晨間小說連續劇、NHK）－ 主演：龜山愛莉（和玉山鐵二共同主演）
- 《京都人的秘密樂趣 夏》（2015年8月15日、NHK BS Premium）－ 飾演：謎樣女子
- 《名偵探凱薩琳》（2015年9月5日、朝日電視台）－ 主演：凱薩琳（Catharine Terner）

《名偵探凱薩琳 消失的繼承者》（2016年3月20日、朝日電視台）
- 《OUR HOUSE》（2016年4月，富士電視台）－ 主演：愛莉絲（和蘆田愛菜共同主演）
- 連續劇W《不沉的太陽》（2016年7月，WOWOW）
- 《別嬪小姐》（2016年下半年度晨間小說連續劇、NHK）－ 飾演：艾美·麥奎格（Amy McGregor）
- 《X醫生：外科醫生大門未知子 第5季》第7話（2017年11月13日、朝日電視台）－ 飾演：娜娜莎·納金斯基
- 《韋駄天～東京奧運故事～》（2019年NHK大河劇、NHK）－ 飾演：大森安仁子

### 電影
- Buried Cain（美國·2014年6月）
- 高台家的成員（日本·2016年）－ 飾演：高台安
- 閨蜜食堂(日本. 2018年)

## 獎項
- 2015年東京國際戲劇節特別獎（《阿政》）

## 外部連結
- Charlotte fox的X（前Twitter）
- Charlotte Kate Fox的Instagram帳戶
- Charlotte Kate Fox在互联网电影资料库（IMDb）上的資料（英文）